# Westvoorne
| Gemeentegrenzen Wijkgrenzen Buurtgrenzen Autosnelweg Secundaire weg Spoorweg |  |  | ██ Geselecteerde gemeente ██ Bebouwd gebied ██ Bos of park ██ Binnenwater, rivier of kanaal |

Westvoorne en omgeving

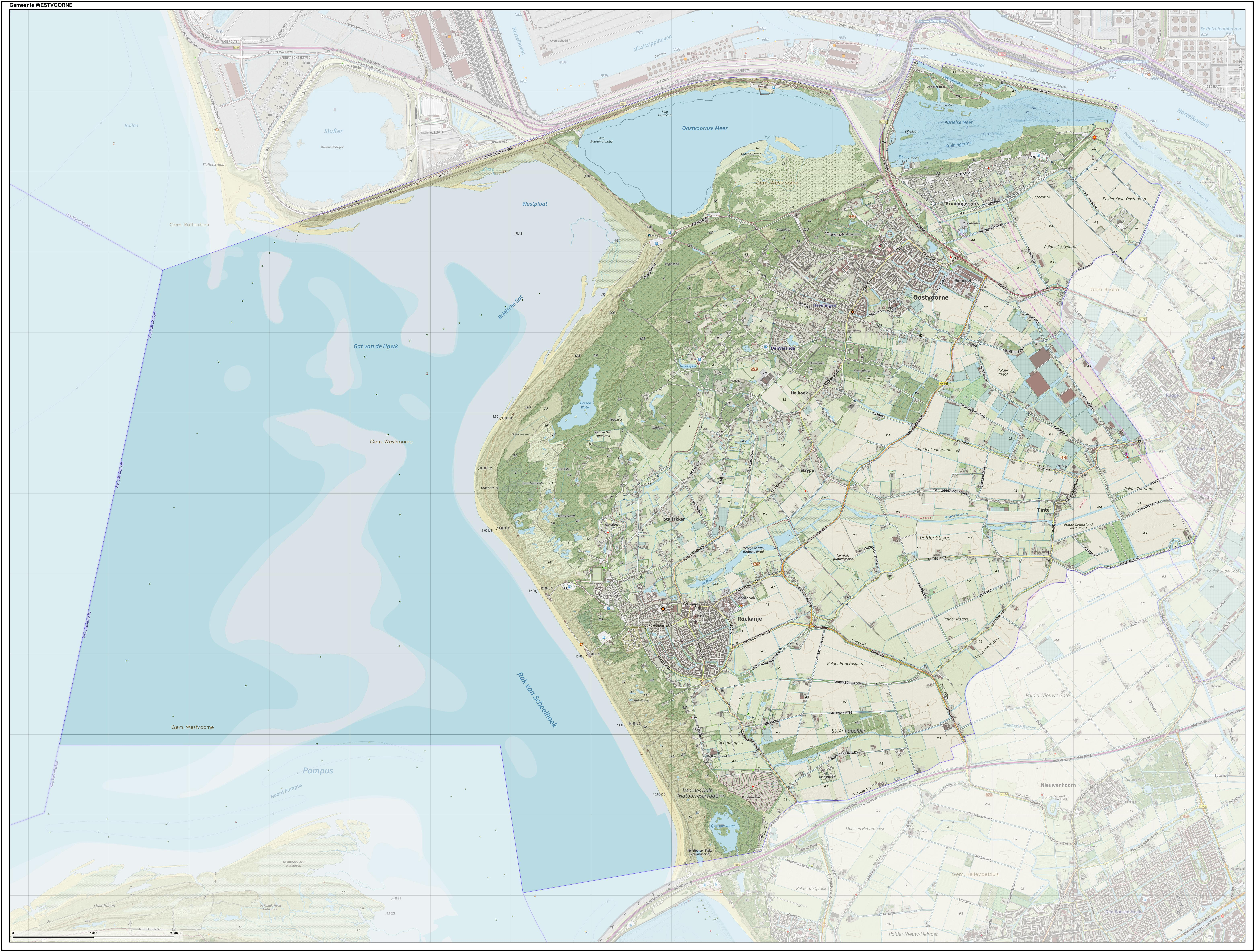
Topografische kaart van de voormalige gemeente Westvoorne, per september 2022.

Westvoorne (uitspraakⓘ) is een voormalige gemeente in de Nederlandse provincie Zuid-Holland. De gemeente telde 14.939 inwoners (31 januari 2022, bron: CBS) en had een oppervlakte van 97,53 km² (waarvan 43,35 km² water). Het gemeentehuis stond in Rockanje.
De gemeente Westvoorne is in 1980 ontstaan uit de samenvoeging van de voormalige gemeenten Oostvoorne en Rockanje en ontleent haar naam aan het feit dat de gemeente in het westen van het voormalige eiland Voorne ligt. De gemeente maakte deel uit van de Metropoolregio Rotterdam-Den Haag.
Op 1 januari 2023 fuseerde de gemeente Westvoorne met de gemeentes Brielle en Hellevoetsluis tot de nieuwe gemeente Voorne aan Zee. Na 42 jaar verdwijnt dan de naam Westvoorne.
In de drie kernen Oostvoorne, Rockanje en Tinte wordt traditioneel een Zeeuws dialect gesproken, het Oostvoorns. Door de sterke immigratiedruk vanuit Rotterdam wordt dit dialect in zijn voortbestaan bedreigd.

## Geografie
De gemeente grensde in het noorden aan het industrie- en havengebied van de Maasvlakte en de Europoort dat tot de gemeente Rotterdam behoort. In het westen grensde de gemeente aan een brede duinstrook langs de Noordzee en in het oosten aan Brielle en Hellevoetsluis. 
Onder de gemeente vielen de twee dorpen Rockanje en Oostvoorne en de vijf kernen Helhoek, Heveringen, Strype, Stuifakker en Tinte. Daarnaast viel het "recreatiedorp" Kruiningergors onder de gemeente.

## Historie
Verwarrend is dat de gemeente Westvoorne het dorp Oostvoorne binnen de grenzen had. Dit dorp lag zelfs niet in het oosten van de gemeente, maar in het noorden. De dorpsnaam Oostvoorne herinnert aan de tijd van voor het ontstaan van de zeearm het Haringvliet, toen het grondgebied van de gemeente nog een eenheid vormde met het vroegere eiland Westvoorn, het latere Goeree, thans onderdeel van Goeree-Overflakkee.

## Zetelverdeling gemeenteraad
| Zetelverdeling gemeenteraad van Westvoorne | Zetelverdeling gemeenteraad van Westvoorne | Zetelverdeling gemeenteraad van Westvoorne | Zetelverdeling gemeenteraad van Westvoorne | Zetelverdeling gemeenteraad van Westvoorne | Zetelverdeling gemeenteraad van Westvoorne | Zetelverdeling gemeenteraad van Westvoorne | Zetelverdeling gemeenteraad van Westvoorne | Zetelverdeling gemeenteraad van Westvoorne |
| Partij                                     | 1990                                       | 1994                                       | 1998                                       | 2002                                       | 2006                                       | 2010                                       | 2014                                       | 2018                                       |
| ------------------------------------------ | ------------------------------------------ | ------------------------------------------ | ------------------------------------------ | ------------------------------------------ | ------------------------------------------ | ------------------------------------------ | ------------------------------------------ | ------------------------------------------ |
| Partij Westvoorne                          | -                                          | -                                          | -                                          | -                                          | -                                          | 5                                          | 5                                          | 3                                          |
| VVD                                        | 4                                          | 4                                          | 5                                          | 4                                          | 4                                          | 3                                          | 3                                          | 3                                          |
| Inwonersbelang Westvoorne                  | -                                          | -                                          | -                                          | -                                          | -                                          | -                                          | -                                          | 3                                          |
| Gemeentebelangen Westvoorne                | 4                                          | 7                                          | 3                                          | 4                                          | 4                                          | 2                                          | 4                                          | 2                                          |
| CDA                                        | 3                                          | 2                                          | 2                                          | 3                                          | 2                                          | 2                                          | 1                                          | 2                                          |
| PvdA                                       | 4                                          | 2                                          | 4                                          | 3                                          | 4                                          | 2                                          | 1                                          | 1                                          |
| D66                                        | -                                          | -                                          | 1                                          | 1                                          | 1                                          | 1                                          | 1                                          | 1                                          |
| Totaal                                     | 15                                         | 15                                         | 15                                         | 15                                         | 15                                         | 15                                         | 15                                         | 15                                         |

## Cultuur

### Monumenten
In de gemeente waren een aantal rijksmonumenten en oorlogsmonumenten, zie:
- Lijst van rijksmonumenten in Westvoorne
- Lijst van oorlogsmonumenten in Westvoorne

### Kunst in de openbare ruimte
In de gemeente Westvoorne waren diverse beelden, sculpturen en objecten geplaatst in de openbare ruimte, zie:
- Lijst van beelden in Westvoorne